# Injunctum nobis (1564)
Pour les articles homonymes, voir Injunctum nobis.
Injunctum nobis est une bulle pontificale. Elle a été fulminée par le pape Pie IV le 13 novembre 1564. Elle impose désormais la Professio fidei tridentina (« profession de foi tridentine »), issue du concile de Trente, à tous les clercs, supérieurs d'ordre et professeurs d'université.

## Texte en français de la profession de foi tridentine
Moi, N…, je crois et je professe d'une foi ferme tous et chacun des articles contenus dans le symbole de la foi dont se sert l'Église romaine, c'est-à-dire :
- Symbole de Nicée-Constantinople ;

- J'accepte et j'embrasse très fermement les traditions apostoliques et celles de l'Église, et toutes les autres observances et constitutions de cette même Église. De même j'accepte l'Écriture sainte, suivant le sens qu'a tenu et que tient notre sainte mère l'Église, à qui il appartient de juger du véritable sens et de l'interprétation des saintes Écritures. Je n'accepterai et je n'interpréterai jamais l'Écriture que selon le consentement unanime des Pères.

Je professe aussi qu'il y a, véritablement et à proprement parler, sept sacrements de la Loi nouvelle, institués par notre Seigneur Jésus-Christ et nécessaires au salut du genre humain, bien que tous ne le soient pas pour chacun : le baptême, la confirmation, l'Eucharistie, la pénitence, l'extrême-onction, l'ordre et le mariage. Ils confèrent la grâce et, parmi eux, le baptême, la confirmation et l'ordre ne peuvent être réitérés sans sacrilège. Je reçois et j'accepte aussi les rites reçus et approuvés de l'Église catholique dans l'administration solennelle des dits sacrements.
J'embrasse et je reçois tous et chacun des articles qui ont été définis et déclarés au saint concile de Trente sur le péché originel et la justification. Je professe également qu'à la messe est offert à Dieu un sacrifice véritable, proprement dit, propitiatoire pour les vivants et les morts, et que, dans le très saint sacrement de l'Eucharistie, se trouvent vraiment, réellement et substantiellement le corps et le sang, conjointement avec l'âme et la divinité de notre Seigneur Jésus-Christ, et qu'un changement s'accomplit, de toute la substance du pain en son corps et de toute la substance du vin en son sang, changement que l'Église catholique appelle transsubstantiation. J'affirme aussi que, sous une seule des espèces, c'est le Christ tout entier et complet et le véritable sacrement qu'on reçoit.
Je tiens sans défaillance qu'il y a un purgatoire et que les âmes qui y sont retenues sont aidées par les intercessions des fidèles. Et également que les saints qui règnent conjointement avec le Christ doivent être vénérés et invoqués ; qu'ils offrent pour nous des prières à Dieu et que leurs reliques doivent être vénérées. Je déclare fermement qu'on peut avoir et garder les images du Christ et de la mère de Dieu toujours vierge, ainsi que celles des autres saints, et qu'il faut leur rendre l'honneur et la vénération qui leur sont dus. J'affirme aussi que le pouvoir des indulgences a été laissé par le Christ dans l'Église et que leur usage est très salutaire au peuple chrétien.
Je reconnais la sainte, catholique et apostolique Église romaine comme la mère et la maîtresse de toutes les Églises. Je promets et je jure vraie obéissance au Pontife romain, successeur du bienheureux Pierre, chef des Apôtres. et vicaire de Jésus-Christ. Je reçois et je professe sans en douter tout ce qui, par les saints canons et par les conciles œcuméniques, principalement par le saint concile de Trente, a été transmis, défini et déclaré. En même temps, je condamne, je rejette et j'anathématise également tout ce qui leur est contraire et toute espèce d'hérésie condamnée, rejetée et anathématisée par l'Église.
Cette vraie foi catholique, hors de laquelle personne ne peut être sauvé, que je professe présentement de plein gré et que je tiens sincèrement, moi, N… je promets, je prends l'engagement, et je jure de la garder et de la confesser, Dieu aidant, entière et inviolée, très fidèlement jusqu'à mon dernier soupir, et de prendre soin, autant que je le pourrai, qu'elle soit tenue, enseignée et prêchée par ceux qui dépendent de moi ou par ceux sur qui ma charge me demandera de veiller. Qu'ainsi Dieu me soit en aide et ces saints Évangiles.